# Marian Kot (pułkownik)
Marian Kot (ur. 23 marca 1932 w Ludwinie) – pułkownik Ludowego Wojska Polskiego, działacz PZPR, prawnik
Syn Józef i Apolonii. Od maja 1951 roku członek PZPR. Wieloletni oficer w Gabinecie Ministra Obrony Narodowej gen. armii Wojciecha Jaruzelskiego, m.in. szef Wydziału Skarg i Zażaleń Gabinetu MON. Od listopada 1982 na kierowniczych stanowiskach w Komitecie Centralnym PZPR: kierownik Biura Listów i Inspekcji KC PZPR (listopad 1982 - luty 1989), kierownik Sekretariatu Komisji Skarg, Wniosków i Sygnałów od Ludności KC PZPR (luty 1989 - styczeń 1990). W grudniu 1985 został członkiem Zespołu do przygotowania "Sprawozdania z działalności Komitetu Centralnego i z realizacji uchwał IX Nadzwyczajnego Zjadzu PZPR" przed X Zjazdem PZPR, który odbył się w lipcu 1986.

## Źródła
- Biuletyn Informacji Publicznej Instytutu Pamięci Narodowej, Dane osoby z katalogu kierowniczych stanowisk partyjnych i państwowych PRL
- Wojsko Ludowe, styczeń 1978, str. 46